# Cinthia Marcelle
Cinthia Marcelle de Miranda Santos, mais conhecida como Cinthia Marcelle, é uma artista visual brasileira nascida em 1974, em Belo Horizonte. Em 2003, foi contemplada com a Bolsa Pampulha e selecionada para o programa de residência Very Real Time, Cidade do Cabo, onde desenvolveu sua primeira série fotográfica, Capa Morada, exibida na IX Bienal de Lyon (2007). Entre 2004-2005, produziu vídeos de inserções no circuito urbano, dentre eles, Confronto, premiado na V Mostra do Programa de Exposições do CCSP (2005), exibido na IX Bienal de Havana (2006) e na coleção MAM na Oca (2006). A partir de 2006, projetou-se internacionalmente quando tirou o primeiro lugar no International Prize for Performance of Trento (2006).
Nos anos seguintes, sua pesquisa voltou-se para a invenção de imagens de síntese como no vídeo Fonte 193, exibido no Panorama da Arte Brasileira (2007-2008) e na coletiva Nova Arte Nova (2008). 

## Carreira
Marcelle é graduada em Belas Artes, pela Universidade Federal de Minas Gerais, (1996-1999). A artista trabalha principalmente com fotografias e videos, documentando os efeitos que suas intervenções têm na ordem usual das coisas. O trabalho de Marcelle é particularmente inspirado pelo caos e turbulência das possibilidades encontradas na vida cotidiana. Ela tenta se afastar desse caos e reorganizar a desordem formalmente. Suas ações criam situações que desafiam nossas noções de comportamento convencional ao introduzir coincidências e conexões humorísticas.   A artista ressignifica objetos cotidianos, os iluminando com outros olhares, nos levando para alem do obvio, atribuindo novos significados para objetos comuns, ou seja, trata-0se de um processo de observar a arte no cotidiano. 
Atualmente vive e trabalha em São Paulo. É, no momento, representada pelas Galeria Luisa Strina. 

## Exposições
Dentre suas principais exposições individuais:
- 2017
  - Cinthia Marcelle & Tiago Mata Machado: Divine Violence - Logan Center - Chicago - EUA
  - Cinthia Marcelle & Tiago Mata Machado: Comunidade [e o outro processo] – Galeria Vermelho – São Paulo – Brasil
  - Cinthia Marcelle: Chão de Caça (Hunting Ground) - 57ª edição da Bienal Internacional de Arte de Veneza – Giardini - Veneza – Itália

- 2016
  - Project 105: Cinthia Marcelle – Duplex Gallery – MoMA PS1 – Nova Iorque - EUA
  - Trilogia – Galpão Videobrasil – São Paulo – Brasil

- 2015
  - em-entre-para-perante – Silvia Cintra + Box4 – Rio de Janeiro – Brasil

- 2014
  - Dust Never Sleeps – Secession - Viena – Áustria
  - Cruzada - Stiftelsen 3,14 – Bergen - Noruega
  - Cinthia Marcelle e Tiago Mata Machado – Galeria Vermelho – São Paulo – Brasil

- 2013
  - 475 Volver – Lugar a Dudas – Cali – Colômbia
  - Zona Temporária – Sala A Contemporânea – Centro Cultural Banco do Brasil [CCBB RJ] – Rio de Janeiro - Brasil

- 2012
  - Cinthia Marcelle + Tiago Mata Machado: O Século - Rochester Art Center – Rochester – EUA

- 2011
  - Com–contra–de–desde - Galeria Bendana Pinel – Paris - França
  - See to be seen – PinchukArtCentre – Kiev - Ucrânia
  - A – ante – após – até – Galeria Silvia Cintra+Box 4 – Rio de Janeiro – Brasil
  - Zero de Conduta – Galeria Vermelho – São Paulo - Brasil

- 2009
  - This Same World Over - Camberwell College of Arts – Londres - Inglaterra
  - To come to - Sprovieri Gallery - Londres - Inglaterra

- 2008
  - Fonte193, Confronto, Volta ao Mundo - Tower Room - Ikon Gallery – Birmingham - Inglaterra

- 2007
  - (Um caso difícil) - Box4 - Rio de Janeiro - Brasil

- 2006
  - Trajetórias 2006 - Fundação Joaquim Nabuco - Galeria Baobá – Recife - Brasil

- 2005
  - Unus Mundus – The Concert - Stride Gallery – Calgary – Canadá
  - V Mostra do Programa de Exposições –Centro Cultural São Paulo [CCSP] – São Paulo - Brasil
  - Temos direito ao vetor. O que tangencia apenas vem./ Eu vou dizer de novo. / Temos direito ao vetor. O que tangencia apenas vem - Léo Bahia Arte Contemporânea - Belo Horizonte - Brasil

- 2004
  - Bolsa Pampulha - Museu de Arte da Pampulha - Belo Horizonte - Brasil
  - Solto, Cruzado e Junto: Cinthia Marcelle, Marilá Dardot e Sara Ramo - Galeria Vermelho - São Paulo - Brasil

- 2002
  - Aonde Anda minha Tereza? (com Sara Ramo) - Centro Cultural da UFMG – Horizonte - Brasil

## Prêmios
- 2017
  - Menção especial por Participação Nacional - Cinthia Marcelle: Chão de Caça (Hunting Ground) - 57ª edição da Bienal Internacional de Arte de Veneza – Pavilhão do Brasil - Giardini - Veneza – Itália

- 2010
  - Future Generation Art Prize Main Prize Winner – Pinchuk Art Centre – Kiev - Ucrania

- 2007
  - MAMAM no Pátio - Performance. Recife - Brasil

- 2006
  - International Prize for Performance - Trento - Itália: primeiro lugar (performance: Gray Demonstration)

- 2005
  - Prêmio Aquisitivo: V Mostra do Programa de Exposições – CCSP - Centro Cultural São Paulo – São Paulo - Brasil (video: Unus Mundus – Confronto)
  - Coleções Públicas / Public Collections
  - Museu de Arte Moderna da Bahia (MAM BA) – Salvador – Brasil
  - Museu de Arte Moderna [MAM-SP] - São Paulo – Brasil
  - Pinacoteca do Estado de São Paulo - São Paulo – Brasil
  - TATE Modern – Londres – Inglaterra
  - Royal Library Copenhagen – Copenhagen – Dinamarca
  - Coleção de Arte da Cidade – Centro Cultural São Paulo (CCSP) – São Paulo Brasil
  - Coleções Privadas abertas ao Público / Private collections open to the Public
  - The Museum of Modern Art (MOMA) – Nova York - EUA
  - Instituto Inhotim (CACI) – Brumadinho – Brasil
  - Coleção Gilberto Chateaubriand, Rio de Janeiro, Brasil
  - Pinchuk Foundation – Kiev – Ucrânia
  - Coleção Francois Pinault – França
  - Daros Foundation – Suíça - Brasil
  - Eli and Edythe Broad Art Museum at Michigan State University – Michigan – EUA
  - Cisneros – Miami – EUA
  - Museu de Arte de São Paulo – MASP – São Paulo - Brasil